# Site historique national des Tuskegee Airmen

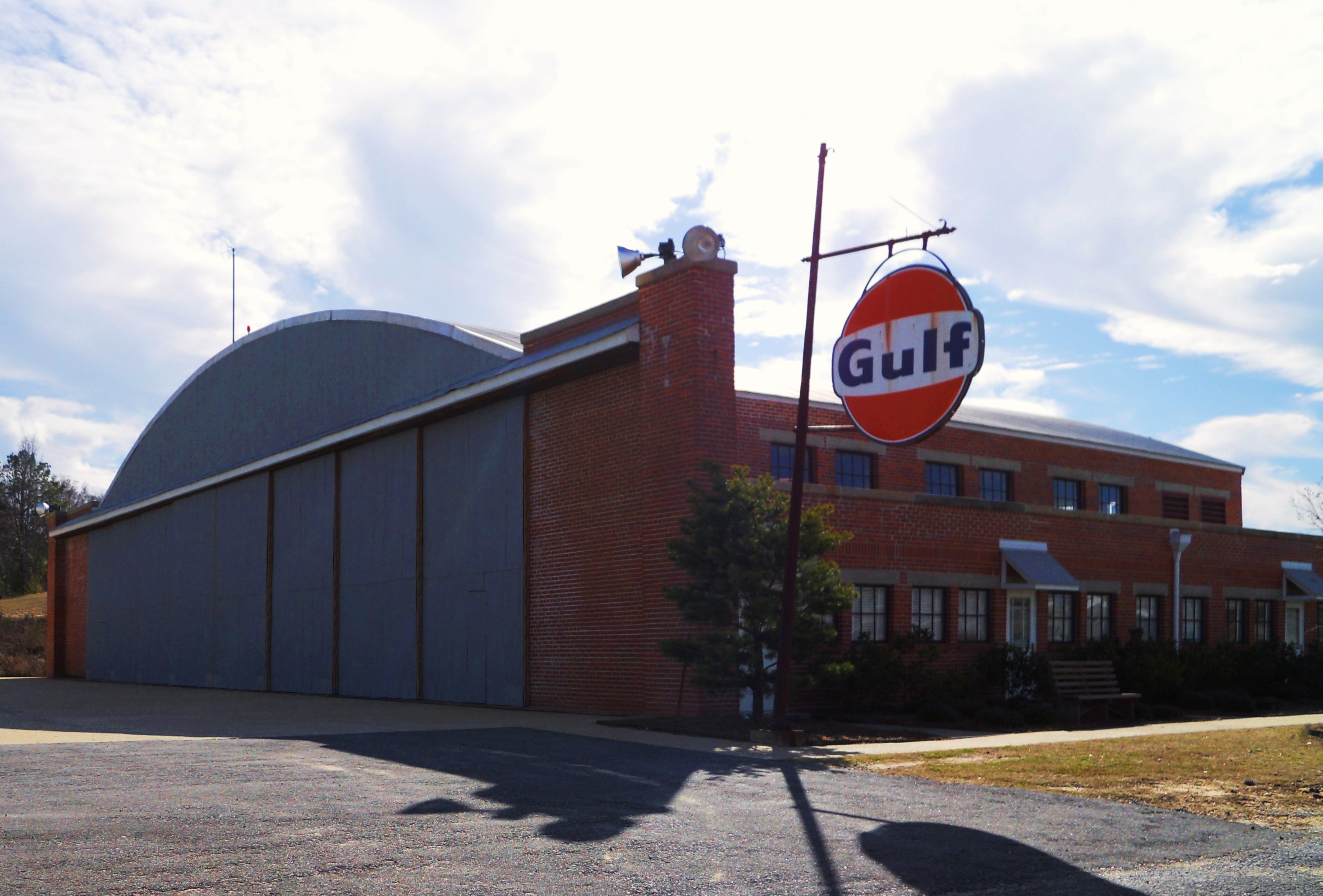
Un hangar transformé en musée.

Le site historique national des Tuskegee Airmen (en anglais : Tuskegee Airmen National Historic Site) commémore à Tuskegee en Alabama, les Tuskegee Airmen, un groupe de pilotes afro-américains qui se distinguèrent durant la Seconde Guerre mondiale.
Situé au Moton Field Municipal Airport (en), il est géré par le National Park Service.